# Neocorynura sulfurea
Neocorynura sulfurea är en biart som beskrevs av Engel 1997. Neocorynura sulfurea ingår i släktet Neocorynura och familjen vägbin. Inga underarter finns listade i Catalogue of Life.